# Светски рат Z
Светски рат Z (енгл. World War Z) амерички је апокалиптични акциони хорор филм из 2013. режисера Марка Форстера. Представља адаптацију истоименог романа Макса Брукса из 2006. године.
Радња прати Герија Лејна, бившег истражитеља Уједињених нација који путује светом како би зауставио ширење пандемије зомбија. Главну улогу тумачи Бред Пит, а поред њега у филму наступају Миреј Енос, Данијела Кертес, Џејмс Беџ Дејл и Дејвид Морс. Светски рат З је наишао на претежно позитивне реакције критичара и зарадио преко 540 милиона долара на биоскопским благајнама, чиме је постао најпрофитабилнији филм о зомбијима свих времена.

## Радња
Једног обичног дана, Гери Лејн и његова породица упадају у саобраћајну гужву. Лејн, бивши истражитељ Уједињених нација, осећа да то није обична гужва. Док полицијски хеликоптери зује по небу, а полицајци на мотоциклима крстаре улицама, хаос захвата град. Нешто тера хорде људи да нападају једни друге – смртоносни вирус који се шири једним уједом, претварајући здраве људе у нешто непрепознатљиво, незамисливо и дивље. Комшије нападају комшије, а беспомоћни странац изненада постаје опасни непријатељ. Порекло вируса није познато, број заражених расте из дана у дан, и зараза брзо прераста у глобалну пандемију. Док заражени савладавају светске војске и брзо свргавају владе, Лејн је приморан да се врати опасном пређашњем животу како би обезбедио безбедност својој породици, водећи очајничку потрагу за извором епидемије и тражећи начин да заустави њено неуморно ширење.

## Улоге
| Глумац           | Улога           |
| ---------------- | --------------- |
| Бред Пит         | Џери Лејн       |
| Миреј Енос       | Карин Лејн      |
| Данијела Кертес  | Сеген           |
| Фана Мокоена     | Тијери Умутони  |
| Дејвид Морс      | Гантер Хафнер   |
| Џејмс Беџ Дејл   | капетан Спеке   |
| Луди Бокен       | Јурген Вармбрун |
| Метју Фокс       | падобранац      |
| Стерлинг Џернис  | Констанс Лејн   |
| Абигејл Харгроув | Рејчел Лејн     |
| Никола Ђуричко   | пилот           |